# St. Corona am Wechsel
St. Corona am Wechsel é um município da Áustria localizado no distrito de Neunkirchen, no estado de Baixa Áustria.